# Issachar Ber Ryback
Issachar Ber Ryback (også Riback; født 2. februar 1897 i Jelisavetgrad (nuværende Kropyvnytskyj) i Det Russiske Kejserrige; død 22. december 1935 i Paris) var en ukrainsk-fransk maler.
Som 11-årig deltog Ryback 1908 i et kursus for scenemalere i Kropyvnytskyj og arbejdede fra 1909 i et artel − et slags arbejdsfællesskab i Det Russiske Kejserrige − der beskæftigede sig med indendørs malerier i offentlige bygninger og kirkebygninger. 1911-16 studerede han ved en kunstskole i Kyiv.
Somrene 1915 og 1916 ledsagede han den russiske kunstner El Lisitskij på ekspeditioner for Jewish Historical and Ethnographic Society, kopierede gravsten i Orsja og indsamlede folkeinspirerede tryk, ceremonielle sølvgenstande og synagoger i træudskæringer i Podolien og Volhynien.
1918 lavede Ryback sin første serie af pogromscener, der afslørede borgerkrigens blodbad, og
da faren blev et af ofrene, flygtede Ryback 1921 til Kaunas i Litauen. Han opholdt sig indtil 1924 i Berlin, og 1926 emigrerede han til Frankrig.
Mellem 1928 og 1934 blev hans værker udstillet i store europæiske gallerier. Han døde pludselig i 1935. 1962 donerede hans enke sin personlige kunstsamling, inklusive små lerskulpturer af shtetl-typer, til Rybackmuseet i Bat Yam i Israel.
| - Synagoger og byer - Synagogen i Dubrouna(sv), 1917 - Min landsby - En by - Synagoge i Shklow(en), 1917, Gaden 'Miashchanskaya' |

| - Landsbyliv (shtetl) - Skærsliberen - En ged, 1917 - Velsignelse - Interiør med strikkende kvinde - Interiør med rødt tæppe - Marked i en lille by - Musikanter - Nær floden - Schæchtning - Rabbinerens kone - Skomageren - Bryllupsceromoni |

| - Kvindeportrætter - Den forlovede / Bruden (Fiancée) - Romantisk portræt - I skyggen - Russisk landbokone |